# Johann Margaretha Gütlich
Johann Margaretha Gutlich (Rotterdam, 29 augustus 1920 - São Paulo, 11 september 2000) was een Nederlandse aquarellist, kunstschilder en tekenaar. Hij studeerde aan de Academie voor kunst en technische wetenschappen van Rotterdam en bij de schilder Henk Chabot.

## Leven en werk
Johann Margaretha Gutlich werd geboren in Rotterdam op 29 augustus 1920 als zoon van Georg Johannes Gutlich en Gijsberta Cornelia Kerkhof. Hij trouwde op 28 december 1945 in Groningen met de 21-jarige Geertruida Hoeksema, van wie hij uiteindelijk op 4 augustus 1951 scheidde. Al rond 1946 verhuisde hij naar Amersfoort, waar zijn latere Hongaarse vrouw Erzsi Keszy bij hem introk. Tijdens de Tweede Wereldoorlog diende hij in het verzet en in culturele bewegingen, en hij nam zijn toevlucht in de provincie Friesland in de laatste periode van het conflict. Ook diende hij in de rang van sergeant als tolk in het Canadese bevrijdingsleger.
Op 21 oktober 1952 emigreerde het echtpaar op uitnodiging van de Braziliaanse Delegatie die in Amsterdam aanwezig was voor het Internationale Congres van de Kunstgeschiedenis naar Brazilië. Daar werd hij opgewacht door het bestuur van een museum en enkele autoriteiten doordat een Nederlandse journalist in de krant had laten zetten dat de beroemde schilder Gutlich naar Brazilië zou komen. Zijn exposities in het Museum van Moderne Kunst (MAM) in São Paulo en het MOM in Rio de Janeiro werden een daverend succes. Daarna kon de kunstenaar een bestaan opbouwen, maar zijn vrouw Erzsi kon slecht tegen het klimaat en overleed na enige tijd. Na haar overlijden hertrouwde Gutlich met Hebbe Faria, een lerares. Het stel woonde van 1961 tot 1999 in de Paraíba-vallei in São José dos Campos, waar Gutlich zijn eigen academie oprichtte, en kreeg twee kinderen, George Rembrandt en Rudolf.
Gutlichs werk is in Nederland tentoongesteld in het Intercultureel Centrum in Amsterdam (1949), het Museum Boijmans van Beuningen in Rotterdam en in 1952 Kunstzaal Van Lier in Amsterdam. Hij kreeg hier wisselende recensies. In Brazilië heeft hij tentoongesteld in het Museum voor Moderne Kunst in São Paulo en in Rio de Janeiro, en in het Louvre en de Bienal de São Paulo. Zijn werk kan worden onderverdeeld in twee fasen: de Figuurlijk expressionisme, in de periode 1930 tot 1969; en Abstract Expressionisme, van 1969 tot 2000. In São José zijn een cultuurhuis en een culturele ruimte naar Gutlich vernoemd.
Gutlich overleed op 11 september 2000 om zeven uur 's avonds aan ademhalingsinsufficiëntie als gevolg van een zware longontsteking. Hij is op 12 september 2000 om 5 uur 's middags begraven op de gemeentelijke begraafplaats van São José dos Campos.

## Lijst van werken
In 1998 hebben Gutlichs zoon George en diens vrouw Cláudia Paranhos Quintanilha Gutlich het werk van de kunstenaar opgespoord en gecatalogiseerd, waarbij meer dan 300 werken uit privéverzamelingen in Brazilië, Nederland, België, en Duitsland zijn gefotografeerd. Twee van zijn werken hangen in het Museum van Moderne Kunst (MOM) in São Paulo. Hieronder volgt een niet complete lijst van Gutlichs werk.
- (Clown) (jaar onbekend).[13]
- A couple (1952), 110x100cm.[14]
- A couple (1950), 147x97cm.[15]
- A farmer holding a scythe/campones com foice (1952), 105x90cm.[16]
- A farmer resting (jaar onbekend), 155x115cm.[17]
- A peasantwoman holding a shief of corn (1950), 110x105cm.[18]
- A rocky hilly landscape (1952), 90x105cm.[19]
- A view in a village winter (1950), 82,5x92cm.[20]
- A woman holding a mug (1950), 100x90cm.[21]
- Bedelaars (1949).[22]
- Blauwe boerderij (1944), 60x71cm.[23]
- Blauwe bomen (1943), 69x78cm.[24]
- Bloemstilleven (1947?), 58x68cm.[25]
- Boats in the harbour (abusievelijk vermeld 1930).[26]
- Boerderij in landschap (1944), 66x80cm.[27]
- Boerderij met hek (1946), 66x81cm.[28]
- Boeren met koe (ca. 1949).[22]
- Bomen (1946), 59x69cm.[29]
- Branding (1940), 64x73cm.[30]
- Campones (1952).[31]
- Campones com cavalo (1952), 66x50cm.[32]
- Cangaceiro (1959), 100x80cm.[33]
- Cangaceiro com borboleta (jaar onbekend), 79x113cm.[32]
- Cena de inverno (jaar onbekend), 50x70cm.[32]
- Cows in a meadow (1951), 78,5x56cm.[34]
- Damesportret (1946), 67x62cm.[35]
- De gewonde arbeider (ca. 1949).[36]
- Expressief landschap (1946), 77x87cm.[37]
- Expressionistisch landschap 1 (1943).[38]
- Expressionistisch landschap 2 (1946), 41x28cm.[38]
- Expressionistisch landschap 3 (1948), 35x50cm.[38]
- Expressionistische hoeve (1948),54x72cm.[39]
- Extensive landscape (1955).[40]
- Familia (1950).[41]
- Girl with apple (1950), 80x70cm.[42]
- Herenportret1 (1945?), 49x35cm.[43]
- Herenportret2 (1946?), 50x40cm.[43]
- Herenportret3 (jaar onbekend).[44]
- Herenportret4 (graaf van Randwijk?), 60x49cm.[45]
- Het hooiland (1944), 55x70cm.[46]
- Hoeve met populieren (1946), 49x69cm.[47]
- Hooihut (1945), 58x48cm.[48]
- Huis met twee bomen (1946), 60x44,5 cm.[49]
- Kale bomen in donker landschap (1945), 35x62cm.[48]
- Koe in landschap (1945?), 46x41cm.[50]
- Landschap met boerderij en bomen (1946), 51x61cm.[51]
- Landschap met hut (1946), 77x81cm.[52]
- Landschap 1 (jaar onbekend), 40x65cm.[53]
- Landschap 2 (jaar onbekend), 44x64cm.[53]
- Landschap 3 (jaar onbekend), 40x50cm.[53]
- Landweg met bomen/ Landweg in Friesland? (1944), 57x77cm.[54]
- Lovers (1950), 145x110cm.[55]
- Milton Ribeiro no papel de Lampiao (jaar onbekend), 90x60cm.[32]
- Mulher e menina (1952), 67x48cm.[56]
- Natureza morta (1986), 125x100cm.[57]
- Obra abstrata 1 (jaar onbekend).[58]
- Obra abstrata 2 (jaar onbekend).[59]
- (naam onbekend).[60]
- (naam onbekend).[61]
- (naam onbekend).[62]
- Paard met kar (jaar onbekend), 38x54cm.[53]
- Paisagem (1970), olieverf op doek, 70x85cm.
- Paisagem (1973), olieverf op doek, 75x90cm.
- Paisagem da aldeia de Joure, Frisia (jaar onbekend), 23x43cm.[32]
- Patient with a sling (1951), 110x100cm.[63]
- Paisagem (1985), olieverf op doek, 100x125cm.
- Rode boerderij (1946), 70x82cm.[64]
- Rustende boer (1948), 78x90cm.[65]
- Schildersatelier (jaar onbekend), 51x40cm.[66]
- Tovertuin (ca. 1949), aquarel.[22]
- Werken op het veld (1944), 85x66 cm.[67]
- Zelfportret (1943), 55x46cm.[45]
- Zee (jaar onbekend).[22]
- Zonovergoten hoeve (jaar onbekend), 65x80cm.[68]

## Exposities
- 1943 - Den Haag - Bennewitz (groepstentoonstelling)
- 1943 - Rotterdam - Boijmans van Beuningen
- 1944 - Rotterdam - Boijmans van Beuningen (groepstentoonstelling)
- 1949 - Amsterdam - Intercultureel Centrum, tentoonstelling Paviljoen Vondelpark (groepstentoonstelling)
- 1952 - Amsterdam - Kunstzaal Van Lier, tekeningen van Johann M. Gutlich[69]
- 1953 - São Paulo - MAM/SP
- 1957 - São Paulo - MAM/SP
- 1962 - São Paulo - Galeria Astréia
- 1967 - São Paulo - Auditório Itália
- 1971 - New York - Gallery Zingale (groepstentoonstelling)
- 1973 - São Paulo - Auditório Itália
- 1978 - Rio de Janeiro - primo Salão Nacional de Artes Plásticas (groepstentoonstelling)
- 1985 - São Paulo - 18de Internationale Biënnale van São Paulo (groepstentoonstelling)
- 1986 - São José dos Campos - tentoonstelling in de Galeria Entreartes
- 1992 - São José dos Campos - tentoonstelling in de Galeria Volpi
- 1996 - São José dos Campos - tentoonstelling in de Galeria Volpi
- 1997 - São José dos Campos - Figuratief Expressionisme, in de gemeenteprefectuur